# Ерино (Вологодская область)
Ерино — деревня в Усть-Кубинском районе Вологодской области.
Входит в состав Богородского сельского поселения, с точки зрения административно-территориального деления — в Богородский сельсовет.
Расстояние по автодороге до районного центра Устья — 52 км, до центра муниципального образования Богородского — 2 км. Ближайшие населённые пункты — Соколово, Тороповская, Марковская.
По переписи 2002 года население — 20 человек (12 мужчин, 8 женщин). Всё население — русские.